# Estrategia de precios

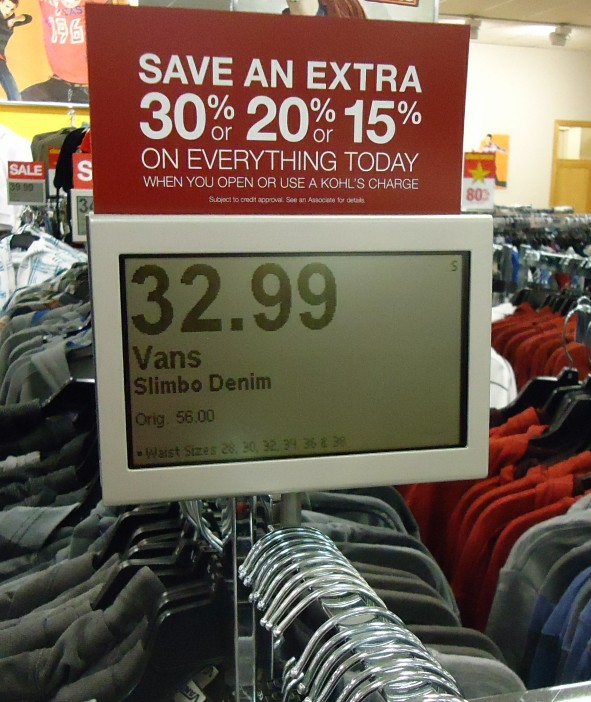
Una exhibición de precios en una tienda minorista de ropa.

Se denomina estrategia de precios a todos aquellos recursos de marketing que una empresa puede desarrollar consistentes en la modificación de los precios de sus productos. La empresa proyecta y comunica una imagen perceptible y clara para que sea percibida a medio y largo plazo.
Puede ser, por ejemplo, una estrategia orientada a ofrecer precios inferiores, superiores o iguales a los precios medios del mercado.
Las empresas pueden optar por una estrategia de:
1. Penetración: cuando ofrecen siempre precios inferiores a los de la categoría y los compradores dan al producto un valor superior al precio que tiene.
2. Alineamiento: cuando el precio corresponde con el valor medio del mercado y con el que los compradores le atribuyen.
3. Selección: cuando el precio corresponde con el valor que los compradores dan al producto pero es muy superior al valor medio de mercado.